# Straßenrennen (Motorsport)

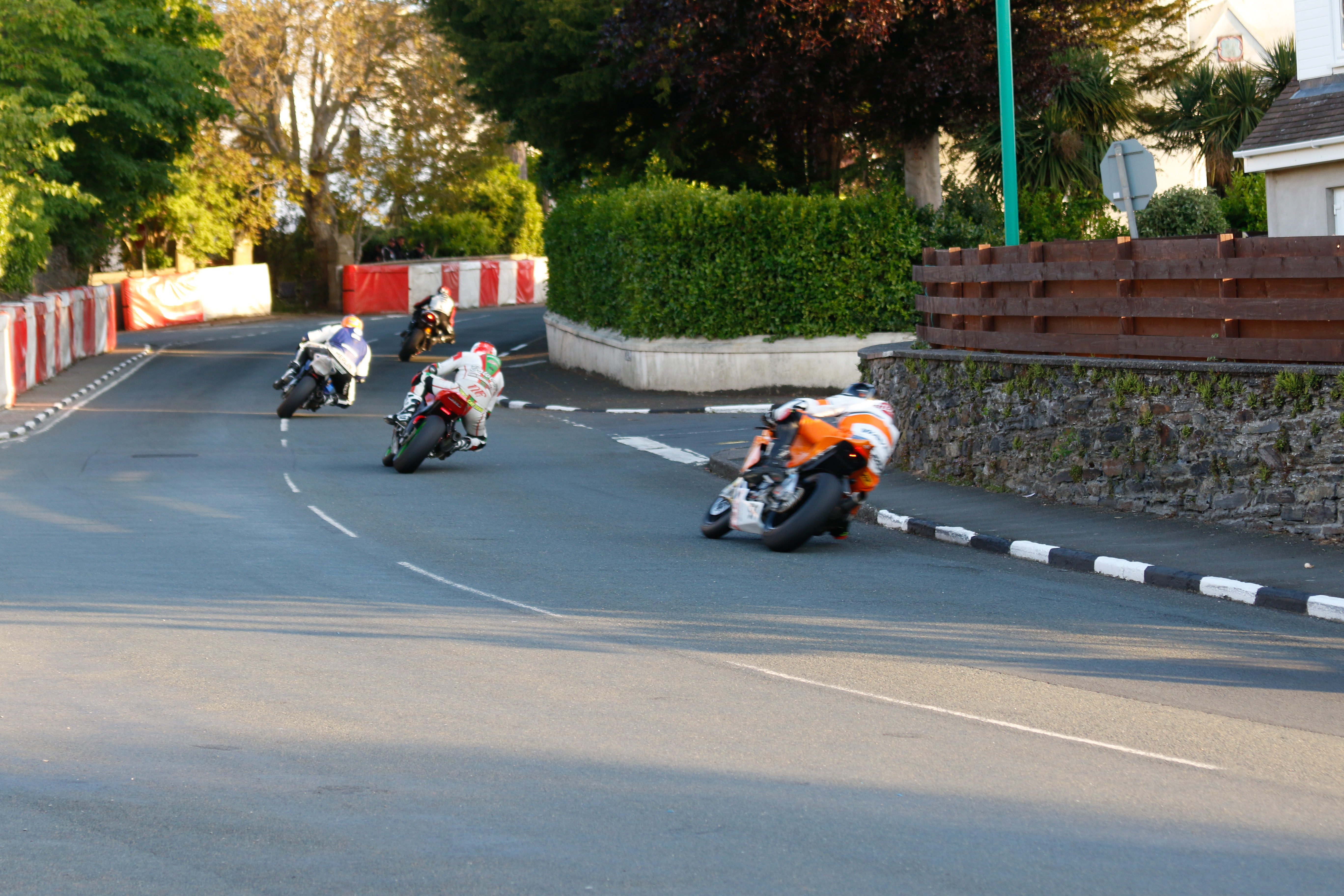
Straßenrennen Isle of Man TT auf der temporären Rennstrecke Snaefell Mountain Course

Der Begriff Straßenrennen wird im Motorsport für Rennen auf einer mit Asphalt, Beton oder verdichtetem Schotter befestigten Straße verwendet.
Straßenrennen ist unter anderem der Überbegriff für alle Arten von organisierten Motorsport-Rennveranstaltungen, die auf einer Rennstrecke mit straßenähnlichem Verlauf und stabilisierter Fahrbahn, zumeist mit Asphaltbelag, durchgeführt werden. Der Überbegriff wird besonders zur Unterscheidung vom Enduro- und Rallyesport, aber auch von Ovalrennen genutzt.
Im Speziellen wird der Begriff (englisch road racing) heute noch für die besonders auf den Britischen Inseln verbreiteten Motorsportwettbewerbe auf abgesperrten, öffentlichen Straßen gebraucht, um sie von Rennen auf permanenten Rennstrecken abzugrenzen. Aber auch in Deutschland werden heute noch einige traditionelle Rennveranstaltungen, vor allem im historischen Motorradsport, auf abgesperrten öffentlichen Straßen ausgetragen.

## Geschichte
Der Motorsport entwickelte sich im ausgehenden 19. Jahrhundert aus Wettfahrten der ersten Besitzer von Kraftfahrzeugen. Diese ersten Rennen fanden noch auf öffentlichen Straßen statt. Das erste Rennen mit Automobilen führte am 22. Juli 1894 von Paris nach Rouen; das erste Bergrennen am 31. Januar 1897 von Nizza aus über insgesamt 17 Kilometer hinauf zum Bergdorf La Turbie. Das Rennen von Paris nach Madrid wurde im Jahre 1903 nach mehreren Todesfällen vorzeitig abgebrochen. Man beschränkte sich danach meist auf kürzere Kurse, die jedoch mehrmals durchfahren wurden, wie etwa beim Großen Preis von Frankreich 1906 bei Le Mans, der als erster Grand Prix in die Motorsportgeschichte einging, und es entstanden neben Straßenrennen die Rundstreckenrennen. So wurden erstmals spezielle Rennstrecken gebaut, die hohe Geschwindigkeiten zuließen, wie die AVUS in Berlin mit ihren beiden langen Geraden und einer überhöhten Kurve oder Monza in Italien, ebenfalls mit überhöhten Kurven. Im belgischen Spa-Francorchamps wurde ein dreieckiger Kurs aus Landstraßen durch Einführung von Ortsumfahrungen für hohe Geschwindigkeiten ausgebaut.
Die Internationalen Sechstagefahrten im Motorradsport wurden bis zum Zweiten Weltkrieg weitgehend auf öffentlichen (befestigten und unbefestigten) Straßen ausgetragen. 

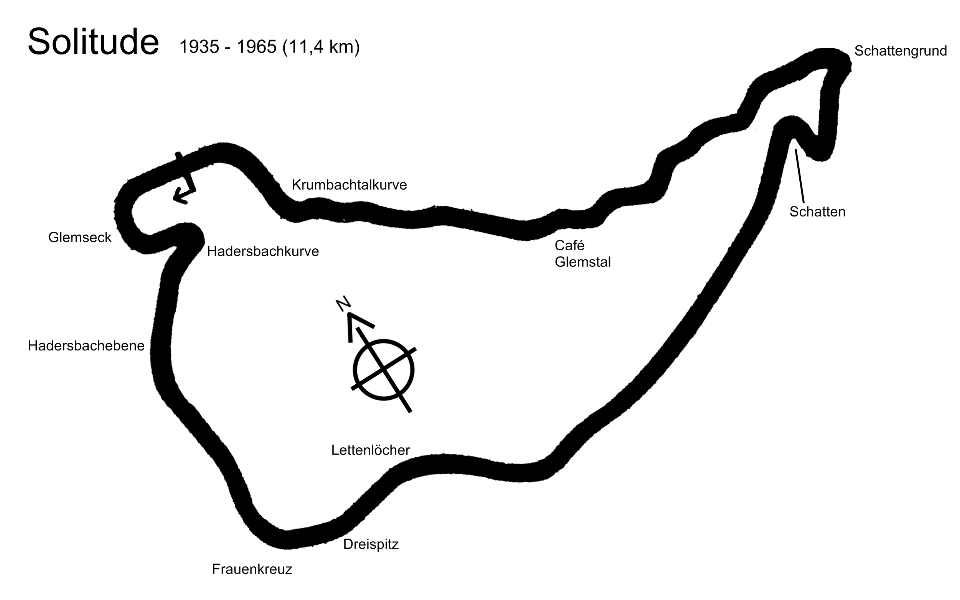
Streckenverlauf der Solitude

Straßenrennen waren auch nach dem Zweiten Weltkrieg noch sehr verbreitet. In den 1960ern gehörten diverse Straßenrennen wie die Carrera Panamericana 1953, die Targa Florio 1955 oder die Mille Miglia 1957 fest zur Sportwagen-Weltmeisterschaft. Auch die Motorrad-Weltmeisterschaft wurde zum Teil noch auf öffentlichen Straßen ausgetragen, wie bis 1965 auf der Stuttgarter Solitude oder sogar bis 1990 der Große Preis von Jugoslawien. Das Rennen wurde in der Nähe von Opatija auf einer Küstenstraße, die nach einigen Kilometern ins bergige Hinterland abzweigte, um von dort wieder zurück zur Adria zu führen, gefahren.

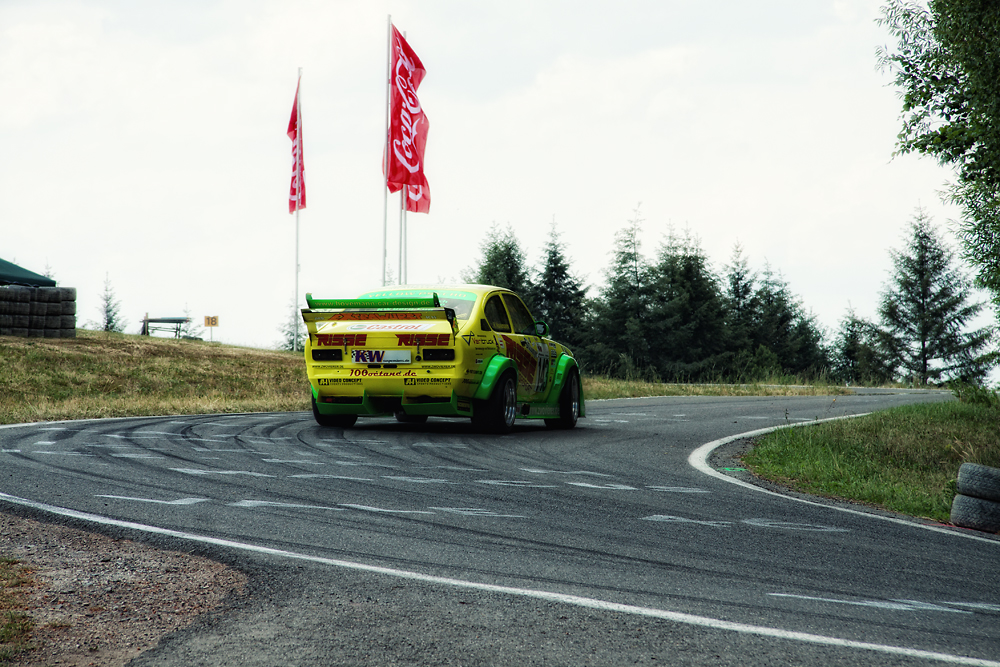
Straßenrennen auf der Kreisstraße 82 beim Trierer Bergrennen 2011

In Deutschland und Kontinentaleuropa verschwanden fast alle Straßenrennen, die letzten in den 1990ern, zumeist aufgrund mangelnder Sicherheit im Vergleich zu permanenten Rennstrecken. Zu letzten deutschen Straßenrennen zählen beispielsweise Bergrennen.
Bei manchen Straßenrennen werden heutzutage aus Sicherheitsgründen die Teilnehmer einzeln gestartet und fahren nur noch gegen die Zeit. Hierbei gewinnt im Gegensatz zum klassischen Massenstart nicht der Teilnehmer, der zuerst über die Ziellinie fährt, sondern der Teilnehmer, der die festgelegte Distanz am schnellsten bewältigt.
Einige traditionsreiche Straßenrennen wie die Rallye Monte Carlo wurden zu Rallye-Veranstaltungen und bildeten sogar die Basis des Rallyesports. Die Straßenrennen teilten sich immer mehr auf in Rallyesport-Veranstaltungen und den Rundstreckenrennen. Andere, wie die Carrera Panamericana oder die Targa Florio, wurden zu Wettbewerben für historische Rennwagen. Große Bedeutung im automobilen Rennsport spielen Straßenrennen nach wie vor im Bereich der Oldtimer-Veranstaltungen. Neben Wiederauflagen historischer Straßenrennen, wie beispielsweise der Mille Miglia, kamen auch neue hinzu, wie die 2000 km durch Deutschland. Allerdings ist bei dieser eher touristischen Sonderform nicht die Höchstgeschwindigkeit relevant, Gleichmäßigkeit und Zuverlässigkeit sind hier die wichtigeren Faktoren.

## „Echte Straßenrennen“

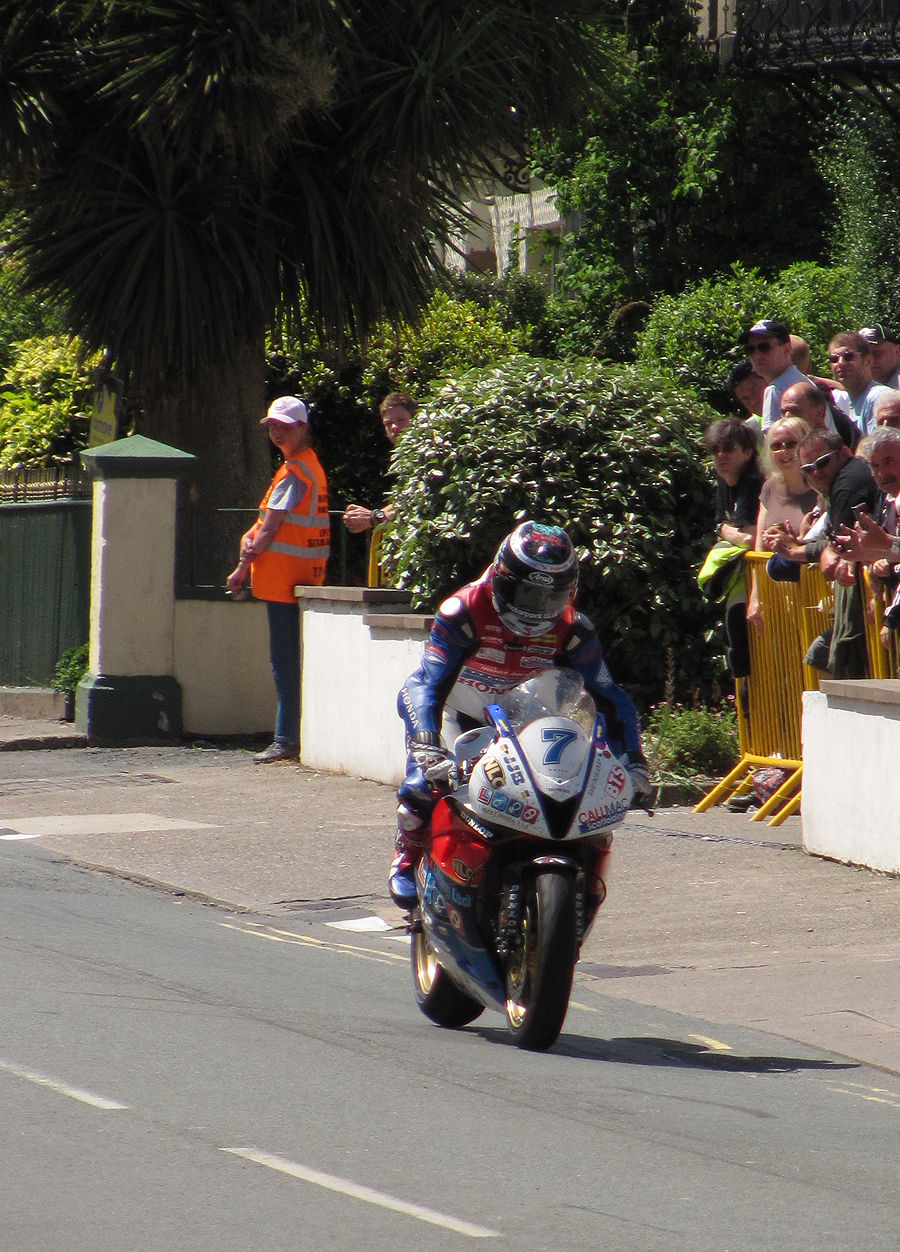
„Echte Straßenrennen“: TT auf der Isle of Man

Auf den Britischen Inseln und in Tschechien dagegen konnte sich bis heute eine große Anzahl dieser Sportveranstaltungen im Bereich der Motorradrennen halten. Sie genießen bei Fans eine große Beliebtheit und werden dort auch als „real-road-racing“ (deutsch: „Echte Straßenrennen“) bezeichnet. Die populärsten darunter sind auf den Britischen Inseln zu finden. Vom renommiertesten Straßenrennen, der Isle of Man TT, behaupten Experten wie Helmut Dähne sogar „Ein TT-Sieg ist mehr wert als ein Weltmeistertitel“. In Irland wird eine komplette Meisterschaft, die Irish Road Race Championship nur auf öffentlichen Straßen durchgeführt.

## Hintergrund
Ähnlich wie bei einem Stadtkurs werden die betroffenen Straßen vorübergehend für den Verkehr geschlossen und die Strecke mit Zäunen, Leitplanken oder, wie zu Beginn des Motorsports üblich, mit Strohballen an sensiblen Stellen begrenzt. Auch die gesamte Infrastruktur, die bei permanenten Motorsport-Rennstrecken wie etwa dem Hockenheimring in Form von beispielsweise Tribünen, Parc fermé oder Boxen fest installiert ist, wird nur für die kurze Zeit der Rennveranstaltung benötigt und dafür erstellt. Zumeist bilden die für diesen Zweck abgesperrten Straßen ein Drei- oder Viereck. Beim Bau dieser Straßen war eine derartige Nutzung jedoch nicht Intention ihrer Planer. Vielmehr wurde der Umstand, dass die Straßenführung den Bedürfnissen für Rennsportveranstaltungen entspricht, im Nachhinein erkannt und dann für den Zweck genutzt. 
Darüber hinaus sind fast alle Bergrennen, bei denen keine Runden gefahren werden, sondern einzig von Punkt A (Start) nach Punkt B (Ziel), Straßenrennen.

## Beispielhafte Veranstaltungen

### Straßenrennen für Motorräder auf den Britischen Inseln und in Tschechien
(Auszug)
- Isle of Man TT (Isle of Man)
- Manx Grand Prix (Isle of Man)
- Southern 100 (Isle of Man)
- North West 200 (Nordirland)
- Ulster Grand Prix (Nordirland)
- Tandragee 100 (Nordirland)

Streckenverlauf der North West 200

- 3300 zatáček Gustava Havla in Hořice v Podkrkonoší (Tschechien)

### Straßenrennen in Deutschland

Schleizer Dreieck

(Auszug, ohne die heute noch vielfältigen Bergrennen)
- Frohburger Dreieck
- Schleizer-Dreieck-Rennen

### Nicht mehr ausgetragene Straßenrennen für Motorräder
(Auswahl)
- Bäderrennen
- Bremgarten-Rennen
- Grenzlandring-Rennen
- Rund um Schotten
- Solitude-Rennen

### Historische nicht mehr ausgetragene Straßenrennen für Automobile
(Auszug)
- Carrera Panamericana (heute Oldtimerrallye)
- Grenzlandring-Rennen
- Mille Miglia (heute Oldtimerrallye)
- Rallye Monte Carlo (heute moderne Rallyesportveranstaltung)
- Targa Florio (heute Oldtimerrallye)